# Zoogoneticus quitzeoensis
Zoogoneticus quitzeoensis är en fiskart som först beskrevs av Bean, 1898.  Zoogoneticus quitzeoensis ingår i släktet Zoogoneticus och familjen Goodeidae. Inga underarter finns listade i Catalogue of Life.